# Mieke Cabout

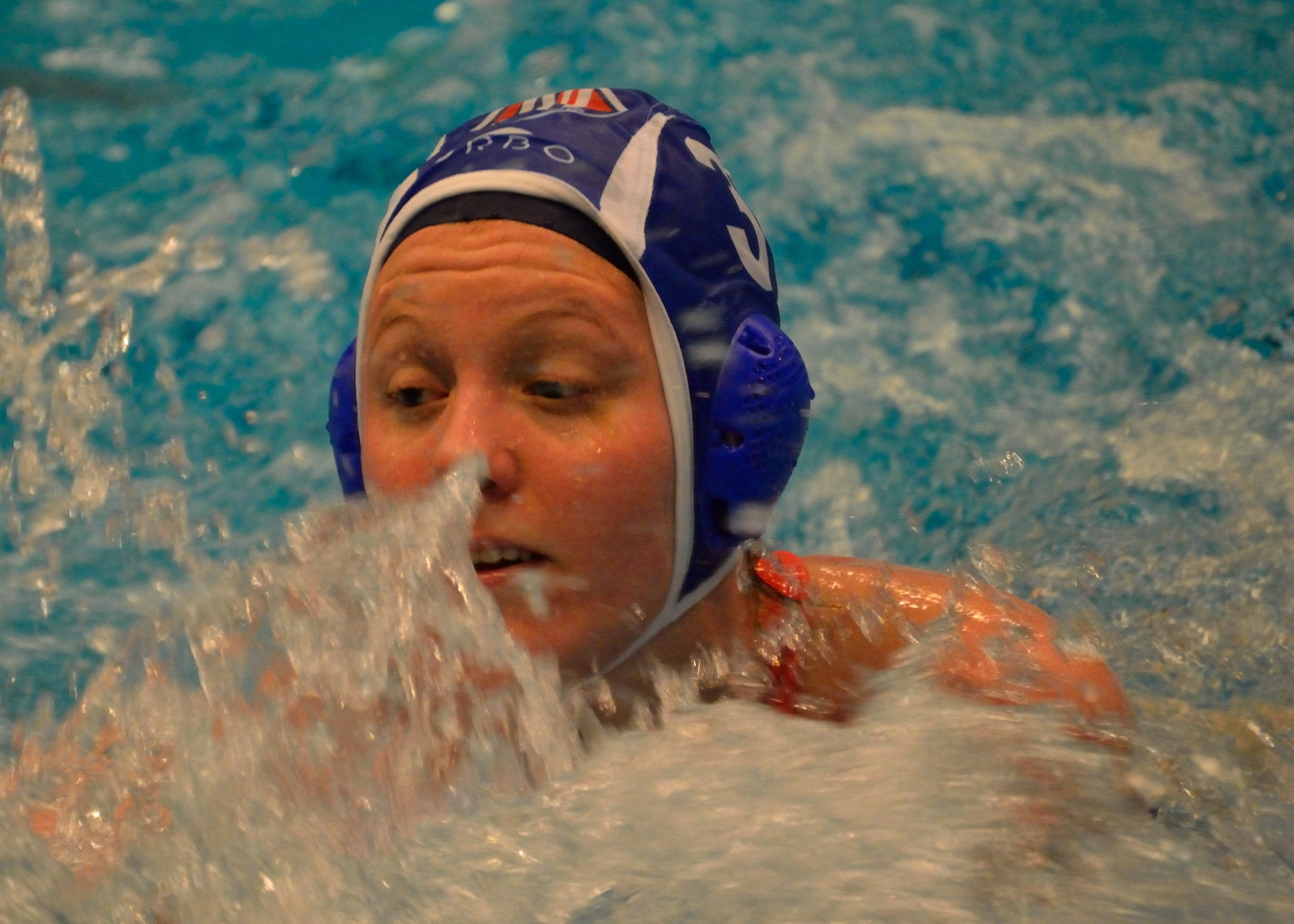
Mieke Cabout (2012)

Frederike Jacobie „Mieke“ Cabout (* 30. März 1986 in Gouda) ist eine ehemalige niederländische Wasserballspielerin. Sie gewann 2008 die olympische Goldmedaille und war Europameisterschaftsdritte 2010.

## Sportliche Karriere
Die 1,82 Meter große Mieke Cabout wurde mit der niederländischen Nationalmannschaft Zehnte bei der Weltmeisterschaft 2005 und Neunte bei der Weltmeisterschaft 2007. Im Jahr darauf bei den Olympischen Spielen in Peking belegten die Niederländerinnen in ihrer Vorrundengruppe den dritten Platz hinter den Ungarinnen und den Australierinnen. Mit einem 13:11 im Viertelfinale gegen Italien und einem 8:7 gegen die Ungarinnen erreichten die Niederländerinnen das Endspiel gegen die Mannschaft aus den Vereinigten Staaten. Mit einem 9:8 im Finale gewannen die Niederländerinnen die Goldmedaille. Mieke Cabout wirkte in allen sechs Spielen mit und erzielte im Turnierverlauf zehn Tore, davon jeweils vier im Vorrundenspiel gegen Griechenland und im Viertelfinale.
2009 erreichten die Niederländerinnen den fünften Platz bei der Weltmeisterschaft in Rom. 2010 bei der Europameisterschaft in Zagreb gewannen die Niederländerinnen ihre Vorrundengruppe. Nach einer 7:10-Niederlage gegen die Russinnen im Halbfinale siegten sie im Spiel um die Bronzemedaille mit 14:12 gegen Italien. 2011 wurde Cabout noch einmal Siebte bei der Weltmeisterschaft in Shanghai.
Mieke Cabout spielte in den Niederlanden bei De Zijl Zwemsport in Leiden. Mehrere Jahre trat sie in Australien für die Cronulla Sharks an. Ihre Schwester Jantien Cabout war 2010 beim Gewinn der Bronzemedaille mit Mieke im Nationalteam, eine weitere Schwester, Harriët Cabout, war ebenfalls Nationalspielerin. Der Großvater Joop Cabout war Olympiafünfter 1952.